# Мустафа, Фазиль
Фазиль Газанфар оглы Мустафаев (азерб. Fazil Qəzənfər oğlu Mustafayev; род. 15 октября 1965, Нахичевань, Азербайджанская ССР) — азербайджанский государственный и политический деятель. Депутат Национального собрания Азербайджана III, IV, V, VI, VII созывов.

## Биография
Родился 15 октября 1965 года в городе Нахичевань. В 1982 году окончил среднюю школу №10 г. Нахичевань. С 1982 по 1984 годы работал рабочим в Нахичеванском строительном тресте № 5. С 1984 по 1986 годы проходил действительную срочную военную службу в Вооружённых силах СССР, служил на Украине, рядовой. 
В 1991 году окончил юридический факультет Бакинского государственного университета.
С 1991 по 1992 годы являлся советником председателя партии «Народный фронт Азербайджана» (ПНФА). В 1992 году стал руководителем Аналитического центра Азербайджана. 
С 1992 по 1993 годы являлся заведующим государственно-правового отдела Аппарата Президента Азербайджана. 
С 1995 по 1998 годы являлся представителем Народного фронта в Турции. С 1998 по 2001 годы являлся заместителем председателя ПНФА по политическим вопросам.
С 2001 по 2003 годы проходил действительную военную службу в Вооружённых Силах Азербайджана в звании старшего лейтенанта в должности командира взвода.
В 2003 году основал «Партию Великого созидания». На первом съезде был избран главой этой партии. В 2006, 2009, 2012, 2016 и 2020 годах вновь избирался руководителем партии.
В 2005 году защитил диссертацию на соискание степени доктора философских наук.
Депутат Милли Меджлиса Азербайджана III, IV, V, VI созывов (с 2005). Является заместителем председателя комитета парламента по культуре, членом комитета парламента по правам человека, а также членом азербайджанской делегации в Парламентской ассамблее тюркоязычных стран.
Руководитель межпарламентской рабочей группы Азербайджан — Северная Македония.
Участвовал в президентских выборах 2008 года, заняв третье место с 2,43% голосов, получив голоса 89 985 избирателей.
В 2009 году избран членом правления Конфедерации юристов Азербайджана.
В 2016 году был избран членом исполнительного комитета и вице-президентом Специального Олимпийского комитета.
В 2024 году на парламентских выборах в Азербайджане, которые состоялись 1 сентября, одержал победу в I Сабунчинском избирательном округе №26. Официально стал депутатом Милли Меджлиса Азербайджана седьмого созыва, первое заседание которого состоялось 23 сентября 2024 года.
Автор 19 книг, сотен научных и публицистических статей, изданных в Турции и Азербайджане. 

### Покушение
В ночь с 28 на 29 марта 2023 года Фазиль Мустафа подвергся вооружённому нападению возле своего дома в посёлке Забрат. Неизвестные открыли огонь по депутату из автомата Калашникова. Мустафа получил ранения в правое плечо и верхнюю треть правого бедра. Это было первое покушение на депутата в Азербайджане с 1996 года.

## Книги
- «Əbülfəz Elçibəy. Tarixdən gələcəyə» («Абульфаз Эльчибей: от истории к будущему»), Стамбул, 1995.
- «Azərbaycanda türk kimliyi və saxta tarix proplemi» («Тюркское самосознание Азербайджана и фальшивая историческая проблема»), Баку, 2014.
- «XX əsrin əvvələrində Azərbaycanda siyasi düşüncə cərəyanları» («Общественно-политические течения в Азербайджане в начале XX века»), Баку, 2015.
- «Asiyadan sivilizasiyaya» («От Азии к цивилизации»), Баку.
- «Azərbaycan türklərinin dini-fəlsəfi dünyagörüşü - dini-fəlsəfi aspekt» («Религиозно-философское мировоззрение азербайджанских тюрков: религиозно-философский аспект»), Баку.
- «Azərbaycan türkünün iman davası» («Борьба веры азербайджанского тюрка»), Баку.